# Shanghai Greenland Shenhua FC
Shanghai Shenhua (betyder "Shanghais blomma" på kinesiska), egentligen Shanghai Shenhua Liansheng FC, är en professionell kinesisk fotbollsklubb från Shanghai i Kina som för närvarande spelar i Kinas högsta liga, Chinese Super League. Shanghai Shenhuas hemmaarena heter Hongkou Football Stadium och har en kapacitet på 33 060 åskådare. Klubbens tränare heter Sergio Batista.
Klubbens föregångare hette Shanghai Football Club och grundades i oktober 1951 och har huvudsakligen spelat i den högsta divisionen där de har vunnit flera ligatitlar och FA-cuper. 1993 omorganiserades klubben till att bli en helt professionell fotbollsklubb. Sedan dess har de vunnit två ligatitlar och en kinesisk FA-cup.

## Meriter

### Inhemska

#### Ligan
- - Vinnare (4): 1961, 1962, 1995, 2003
  - Andra plats (13): 1951, 1956, 1964, 1973, 1991, 1996, 1997, 1998, 2000, 2001, 2005, 2006, 2008

#### Cupen
- FA-cupen
  - Vinnare (3): 1956, 1991, 1998
  - Andra plats (2): 1995, 1997
- Supercupen
  - Vinnare (3): 1996, 1999, 2002
  - Andra plats (1): 2003

### Asiatiska
- A3 Champions Cup
  - Vinnare (1): 2007